# Golden (Romeo Santos)
Golden è il terzo album in studio del cantante statunitense Romeo Santos, pubblicato nel 2017.

## Tracce
1. Golden Intro – 2:00
2. Tuyo – 3:38
3. Perjurio – 3:33
4. Premio (featuring Swizz Beatz) – 3:40
5. Carmín (featuring Juan Luis Guerra) – 3:28
6. Centavito – 4:22 (Santos)
7. Sobredosis (featuring Ozuna) – 3:18
8. El Papel, Pt. 1 (Versión Amante) – 3:38
9. El Papel, Pt. 2 (Versión Marido) – 4:41
10. Bella y Sensual (with Nicky Jam & Daddy Yankee) – 3:24
11. Doble Filo – 3:58
12. Ay Bendito – 3:34
13. Héroe Favorito – 3:59
14. El Amigo (featuring Julio Iglesias) – 3:34
15. Reina De Papi – 3:57
16. Imitadora – 3:54
17. Un Vuelo A La (featuring Jessie Reyez) – 3:22
18. Sin Filtro – 3:09

## Classifiche
| Classifica (2017) | Posizione raggiunta |
| ----------------- | ------------------- |
| Stati Uniti       | 10                  |